# Cypryśnik
Cypryśnik (Taxodium Rich.) – rodzaj drzew iglastych z rodziny cyprysowatych (Cupressaceae). Obejmuje dwa gatunki występujące w południowo-wschodniej części USA oraz w Meksyku i Gwatemali. Zasiedlają siedliska podmokłe i wilgotne, przy czym rosnąc w miejscach z wysokim poziomem wody zwykle wytwarzają pneumatofory. Do tego rodzaju należy tzw. drzewo z Tule o największym obwodzie wśród współczesnych drzew na Ziemi.

## Morfologia
PokrójDrzewa osiągające do 43 m wysokości (T. huegelii) i 3 m średnicy pnia. Rosnąc w pobliżu wody lub w wodzie wytwarzają pneumatofory wyrastające z korzeni nad powierzchnię gruntu lub wody do wysokości 1 m. Konary są wzniesione lub rozpostarte z końcowymi odcinkami pędów rozgałęzionymi skrętolegle i odpadającymi. Pączki są drobne i kuliste.
LiścieSkrętoległe, ale częściej ułożone w dwóch rzędach, spłaszczone, równowąskie. Osiągają od kilku do 17 mm długości. Jesienią brązowieją i odpadają.
Organy generatywneKwiaty męskie skupione są w długie, wiechowate strobile wyrastające na końcach pędów dwuletnich. Zawierają po 10-20 sporofili, na których znajduje się od 2 do 10 woreczków pyłkowych. Strobile żeńskie wyrastają zwieszając się także na końcach pędów dwuletnich. Kuliste, drewniejące szyszki dojrzewają w ciągu jednego roku, otwierają się i szybko opadają. Zawierają po 5–10 łusek nasiennych, na których rozwijają się po dwa nasiona. Szyszki osiągają od 1,5 do 4 cm długości.
NasionaTwarde i trójkanciaste. Na brzegach z trzema grubymi, wąskimi i równymi skrzydełkami.

## Systematyka
Wykaz gatunków
- cypryśnik błotny (Taxodium distichum)
- cypryśnik meksykański (Taxodium huegelii C.Lawson, syn. Taxodium mucronatum Ten.)

W niektórych ujęciach wyróżniany jest jeszcze cypryśnik wzniesiony (Taxodium ascendens Brongn.) uznawany w bazach taksonomicznych za odmianę cypryśnika błotnego Taxodium distichum var. imbricatum (Nutt.) Croom. O zasadności wyodrębniania tego taksonu w randze gatunku świadczy według niektórych źródeł niezdolność do krzyżowania się z odmianą typową Taxodium distichum var. distichum.

## Zastosowanie
Drzewa są uprawiane. Cypryśnik meksykański bywa sadzony w USA. Cypryśnik błotny znosi klimat chłodniejszy i uprawiany jest jako roślina ozdobna także w Europie Środkowej. W obszarach naturalnego występowania cypryśniki pozyskiwane są jako źródło drewna.